# Will Szkarłatny
Will Szkarłatny (ang. Will Scarlet) – postać fikcyjna związana z legendą o Robin Hoodzie. Był to zazwyczaj porywczy i chętny do walki młody mężczyzna. Był też bliskim krewnym Robin Hooda.

## Charakterystyka
W brytyjskim serialu Robin z Sherwood Will przedstawiony jest jako były żołnierz, sceptycznie nastawiony wobec większości śmiało podejmowanych w drużynie Robina działań. Często przejawia pesymizm co do dalszych losów zebranych w Sherwood banitów. Jest on właściwie pierwszą, poza Muchem postacią, jaką spotyka Robin i przyczynia się do tego, że wraz z innymi skazańcami uciekają z lochów szeryfa z Nottingham, stając się przez to banitami.
Wcześniej Will był szczęśliwym mężem (co jest w dość dramatyczny sposób przedstawione w odcinku Cromm Cruac), któremu pijani żołdacy zgwałcili żonę, a następnie stratowali ją końmi. Dlatego w przypadku zetknięcia się banitów z różnego rodzaju osobami o czarnym charakterze jest on zawsze gotów do tego, by bez skrupułów pozbawić ich życia, w szczególności jeżeli dopuściły się zdrady bądź nikczemności wobec innych osób. Jedną z tego typu osób napotyka w odcinku Adam Bell i w dość jednoznaczny sposób buntuje się przeciwko decyzji Robina, by pozostawić go żywego. Na pytanie Dlaczego nie!? Robin odpowiada Bo nie jesteśmy tacy, jak on.
Will jest także postacią ambitną, przeciwstawiającą się decyzjom lidera do tego stopnia, że jest gotów opuścić drużynę, jeśli wszyscy będą w zaślepieniu słuchać tylko Syna Herna. Mimo wszystko pozostaje wśród banitów, gdyż zauważa, że poza nią mógłby stać się zwykłym rzezimieszkiem.